# Гребінчик м'який
Гребінчик м'який (Ctenidium molluscum) — вид мохів порядку гіпнобрієвих (Hypnales).

## Поширення
Ареал охоплює такі частини світу: Європа, Північна Америка, Азія.
Населяє ґрунт, ґрунт на камені, гумус, коріння дерев, гнилі колоди, пні, вологі місця; від низьких до високих висот.

## Галерея

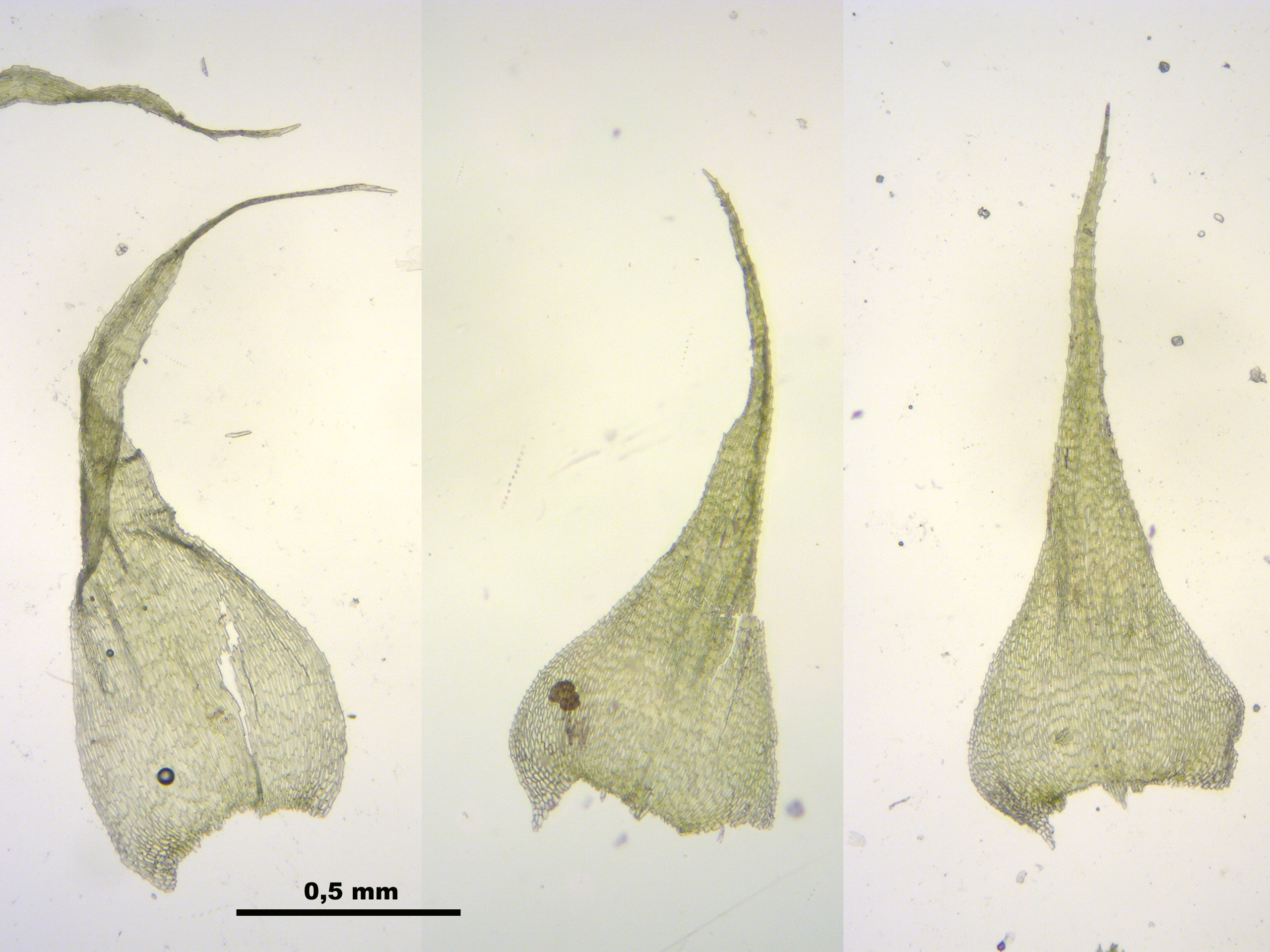
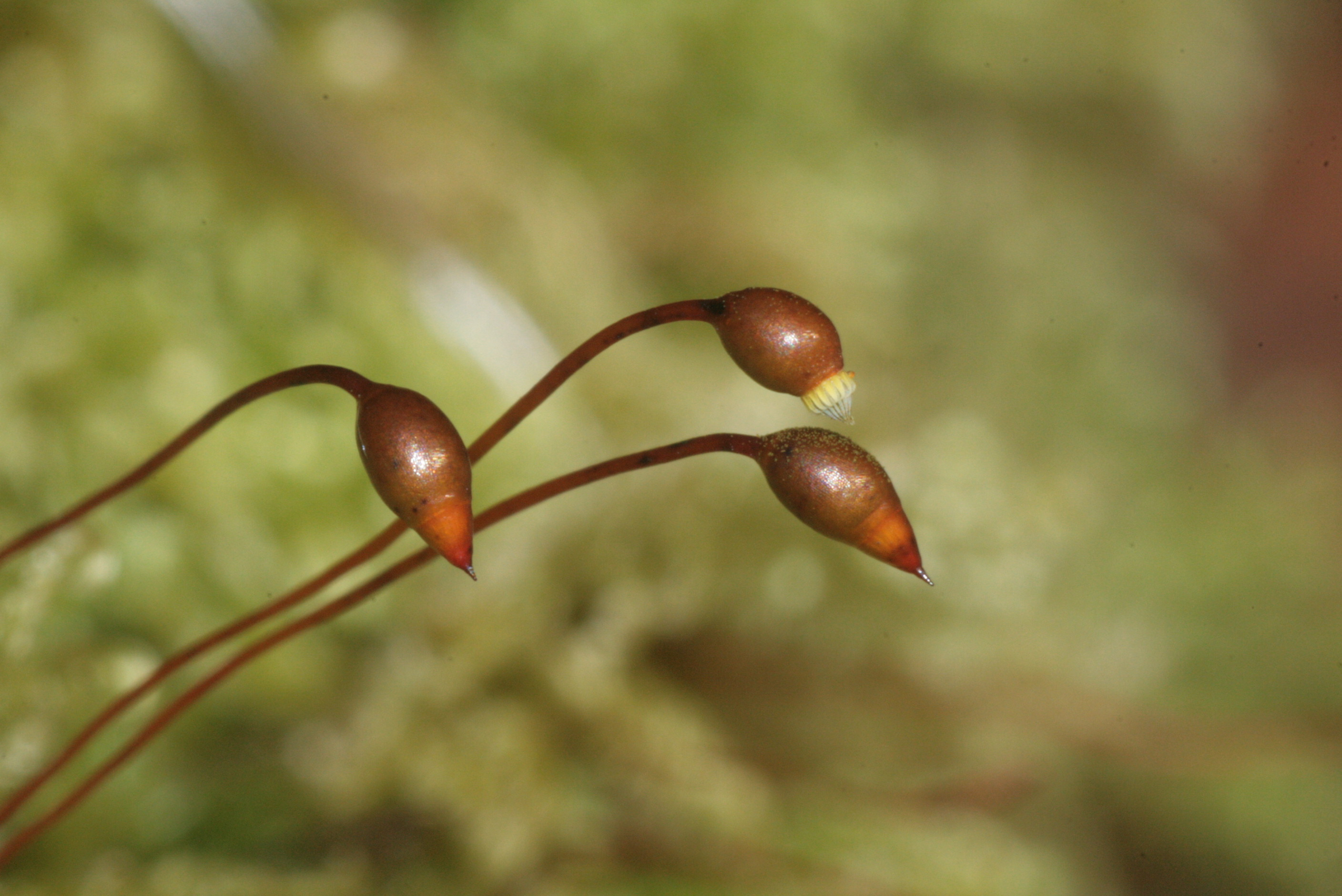
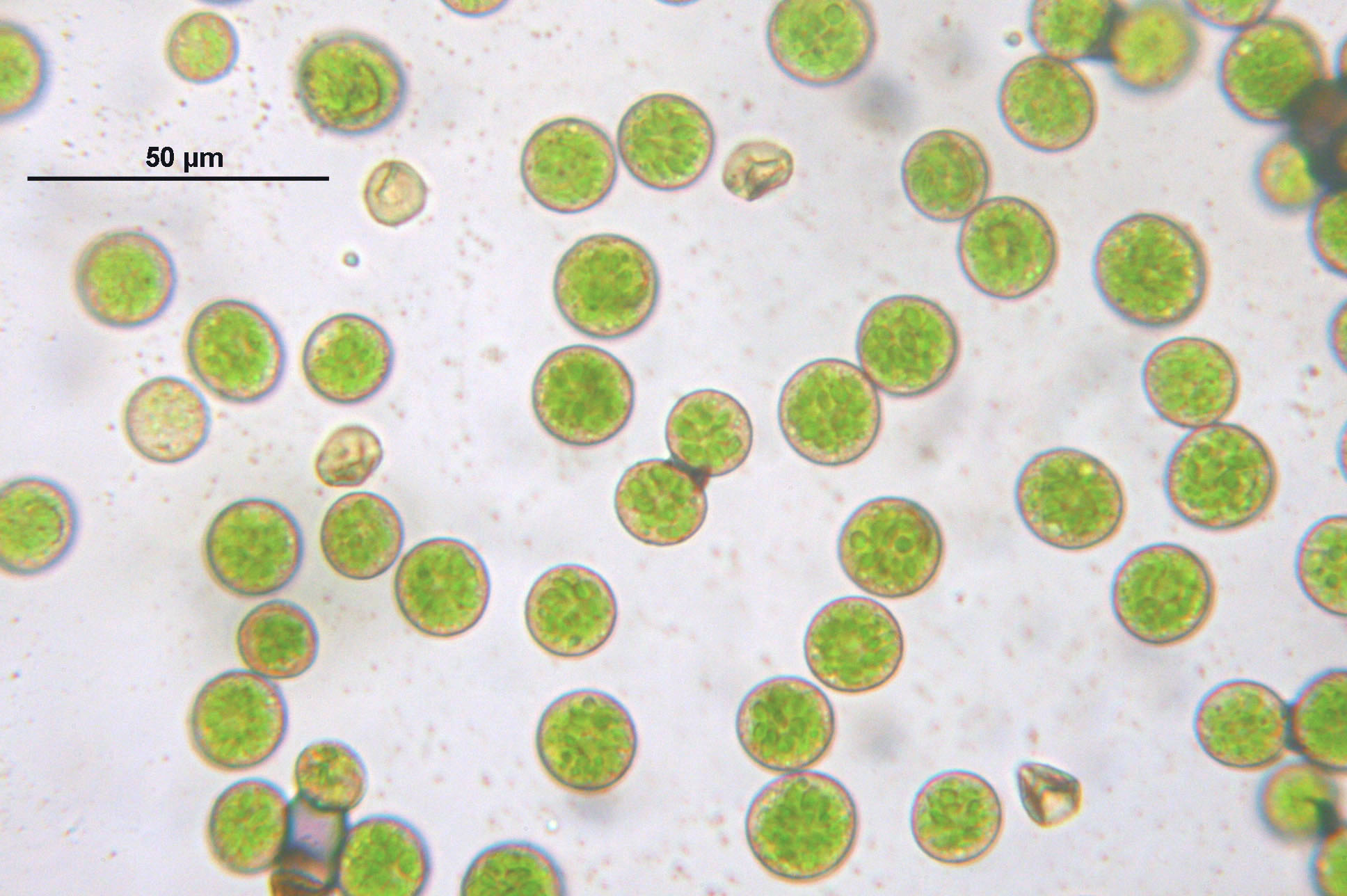

## Характеристика
Стебла до 3 см. Стеблові листки 0.8–1.3 мм; краї сильно зубчасті; верхівка загострена біля основи. Гілкові листки з краями рідко загнутими до основи.